# 捷爾諾波爾區
捷尔诺波尔区烏克蘭語：，羅馬化：Ternopilskyi raion），是烏克蘭西部捷爾諾波爾州的一個區，行政中心設於捷尔诺波尔，面积为6,203平方公里，人口数量为562,142人（2021年估计）。

## 历史
至2020年捷尔诺波尔区的面积为749平方公里，2020年人口数量为67,199人。
2020年7月18日經乌克兰行政区重劃，捷尔诺波尔州整併成3個區，捷尔诺波尔区的面积显著增加，區內共492個聚落，數量僅次於：
- 赫梅利尼茨基州赫梅利尼茨基區
- 波爾塔瓦州波爾塔瓦區
- 日托米爾州日托米爾區
- 利維夫州利維夫區
- 日托米爾州科羅斯滕區

為全國第六多。

## 行政区划
捷尔诺波尔区下分为25个市镇，以下依市鎮人口由多到少排列：
- 特諾皮爾市鎮
- 茲巴拉日市鎮（烏克蘭語：Збаразька міська громада）
- 泰雷博夫利亞市鎮（烏克蘭語：Теребовлянська міська громада）
- 貝雷扎尼市鎮（烏克蘭語：Бережанська міська громада）
- 科佐瓦市鎮（烏克蘭語：Козівська селищна громада）
- 大貝雷佐維察市鎮（烏克蘭語：Великоберезовицька селищна громада）
- 茲博里夫市鎮（烏克蘭語：Зборівська міська громада）
- 皮德沃洛奇斯克市鎮（烏克蘭語：Підволочиська селищна громада громада）
- 米庫林齊市鎮（烏克蘭語：Микулинецька селищна громада）
- 皮德海齊市鎮（烏克蘭語：Підгаєцька міська громада）
- 斯卡拉特市鎮（烏克蘭語：Скалатська міська громада）
- 拜基夫齊市鎮（烏克蘭語：Байковецька сільська громада）
- 大哈伊市鎮（烏克蘭語：Великогаївська сільська громада громада）
- 比拉市鎮（烏克蘭語：Білецька сільська громада）
- 扎利茲齊市鎮（烏克蘭語：Залозецька селищна громада）
- 斯科里基市鎮（烏克蘭語：Скориківська сільська громада）
- 佐洛特尼基市鎮（烏克蘭語：Золотниківська сільська громада）
- 皮德霍羅德涅市鎮（烏克蘭語：Підгороднянська сільська громада）
- 奧澤爾納市鎮（烏克蘭語：Озернянська сільська громада）
- 納拉伊夫市鎮（烏克蘭語：Нараївська сільська громада）
- 薩蘭丘基市鎮（烏克蘭語：Саранчуківська сільська громада）
- 大比爾基市鎮（烏克蘭語：Великобірківська селищна громада）
- 科茲利夫市鎮（烏克蘭語：Козлівська селищна громада）
- 伊萬尼夫卡市鎮（烏克蘭語：Іванівська сільська громада (Тернопільська область)）
- 庫普欽齊市鎮（烏克蘭語：Купчинецька сільська громада）